# ブリュソン
ブリュソン（フランス語: Brusson [bʁysɔ̃]）は、イタリア共和国ヴァッレ・ダオスタ州にある、人口約900人の基礎自治体（コムーネ）。

## 名称
1939年から1946年まで、村の名は Brussone であった。

## 地理

### 位置・広がり

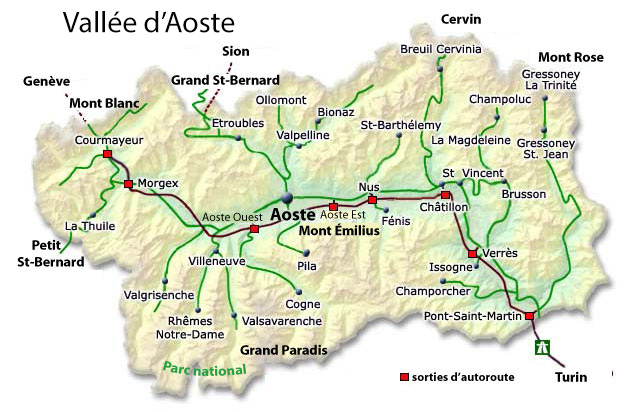
ヴァッレ・ダオスタ州地図

#### 隣接コムーネ
隣接するコムーネは以下の通り。
- アヤス
- シャラン＝サンタンセルム
- エマレーズ
- ガビ
- グレッソネイ＝サン＝ジャン
- イッシム
- サン＝ヴァンサン

## 行政

### 分離集落
ブリュソンには、以下の分離集落（フラツィオーネ）がある。
- Arcésaz, Curien, Estoul, Extrepiéraz (Extrepierre), Fénilliaz (Fénille), Fontaine, Graines, Pasquier, La Pila, Vollon

## 観光
自然に囲まれた観光地として知られており、モンテ・ローザの登山口にもなっている。
10世紀からあまり姿を変えずに今日まで残った城、Castello di Grainesや、古い鉱山の跡、闘牛などの文化もある。

## 産業
主な産業は、観光やチーズ作り、牛の放牧などである。

## その他
20世紀はじめに近隣コムーネ、シャラン＝サン＝ヴィクトルの分離集落の水力発電所への水を確保するために、ダムと人工湖が作られた。

## 姉妹都市
- フォリーオ、イタリア 2008年

## ギャラリー

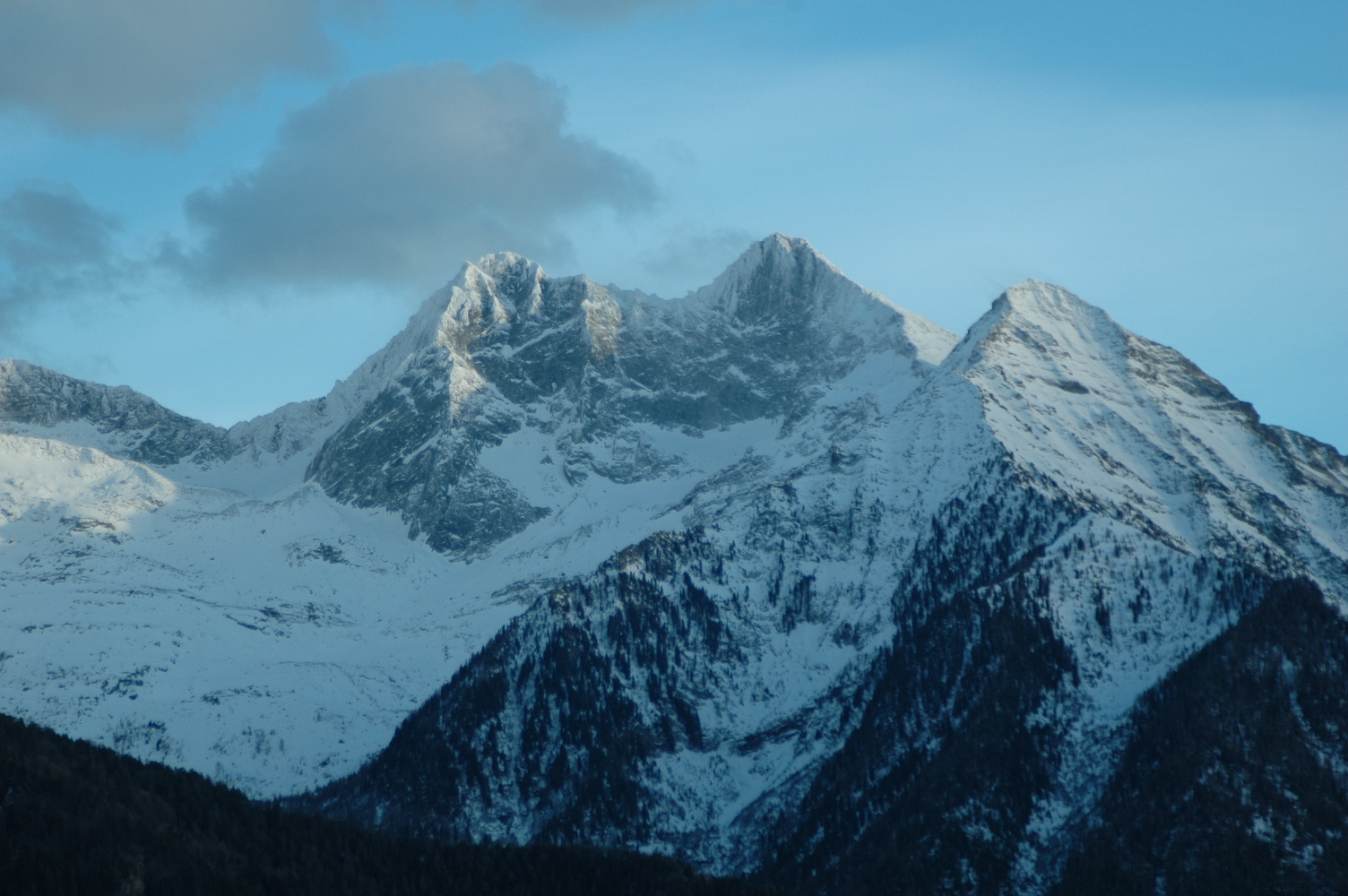
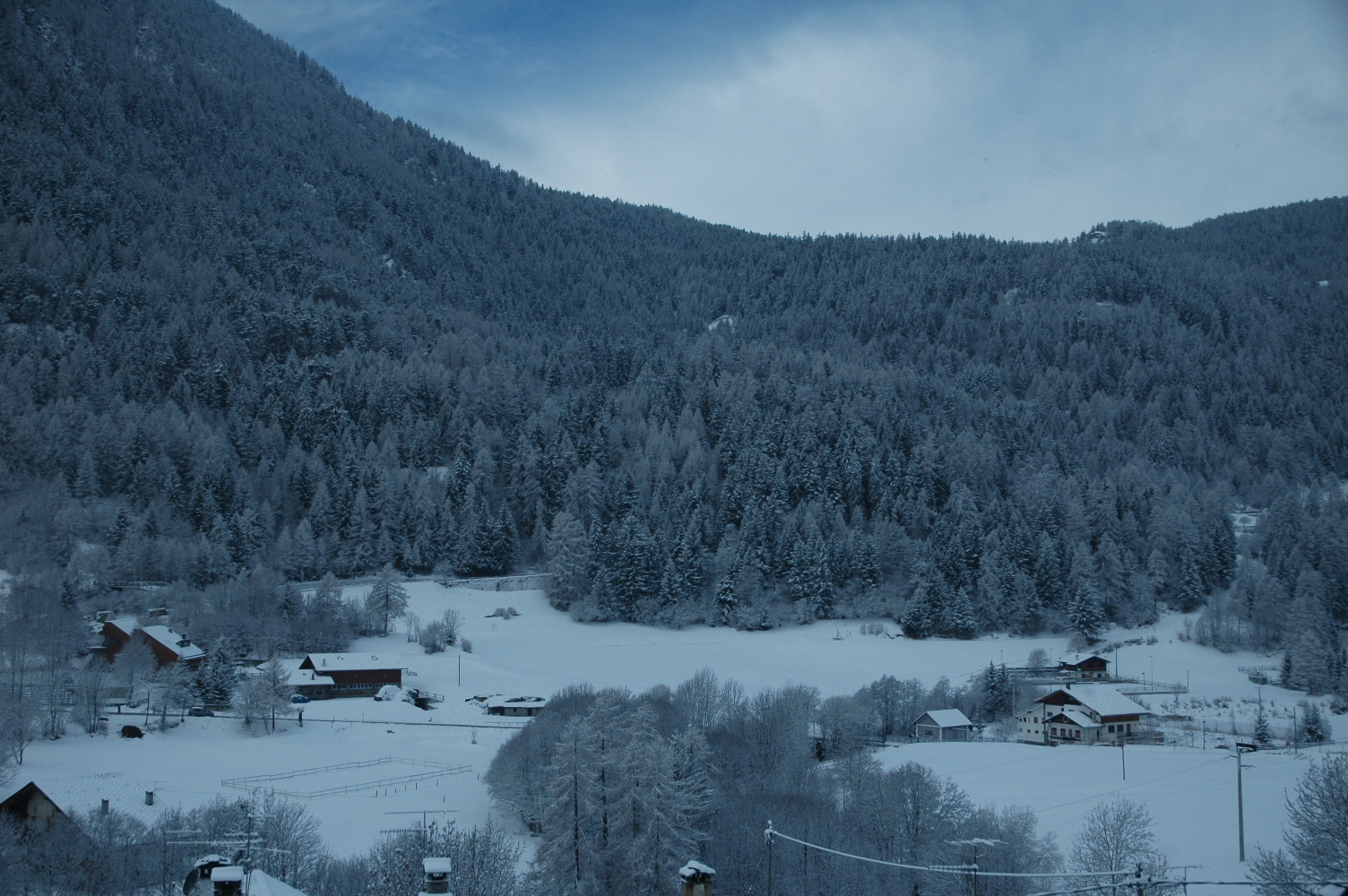
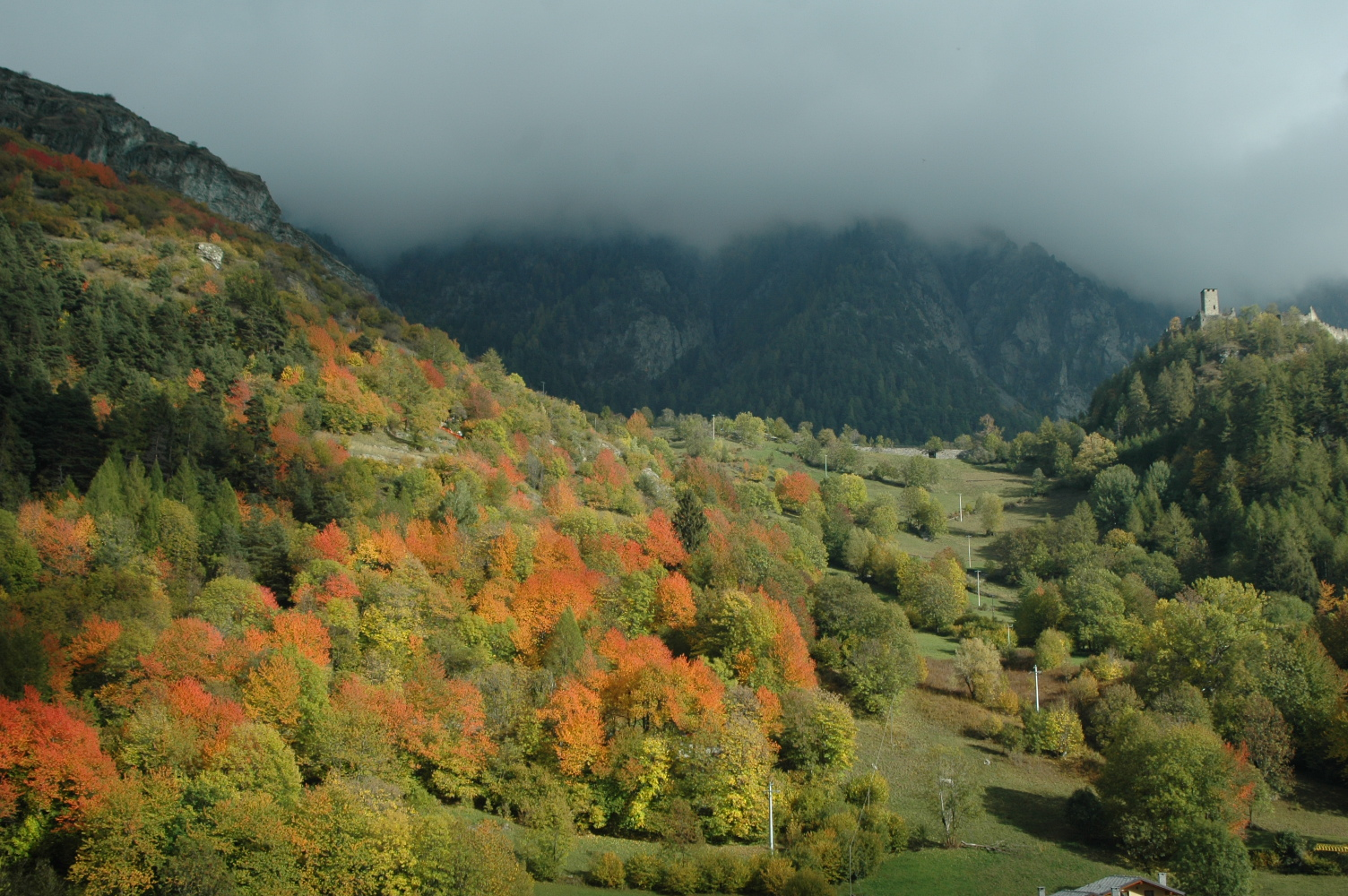
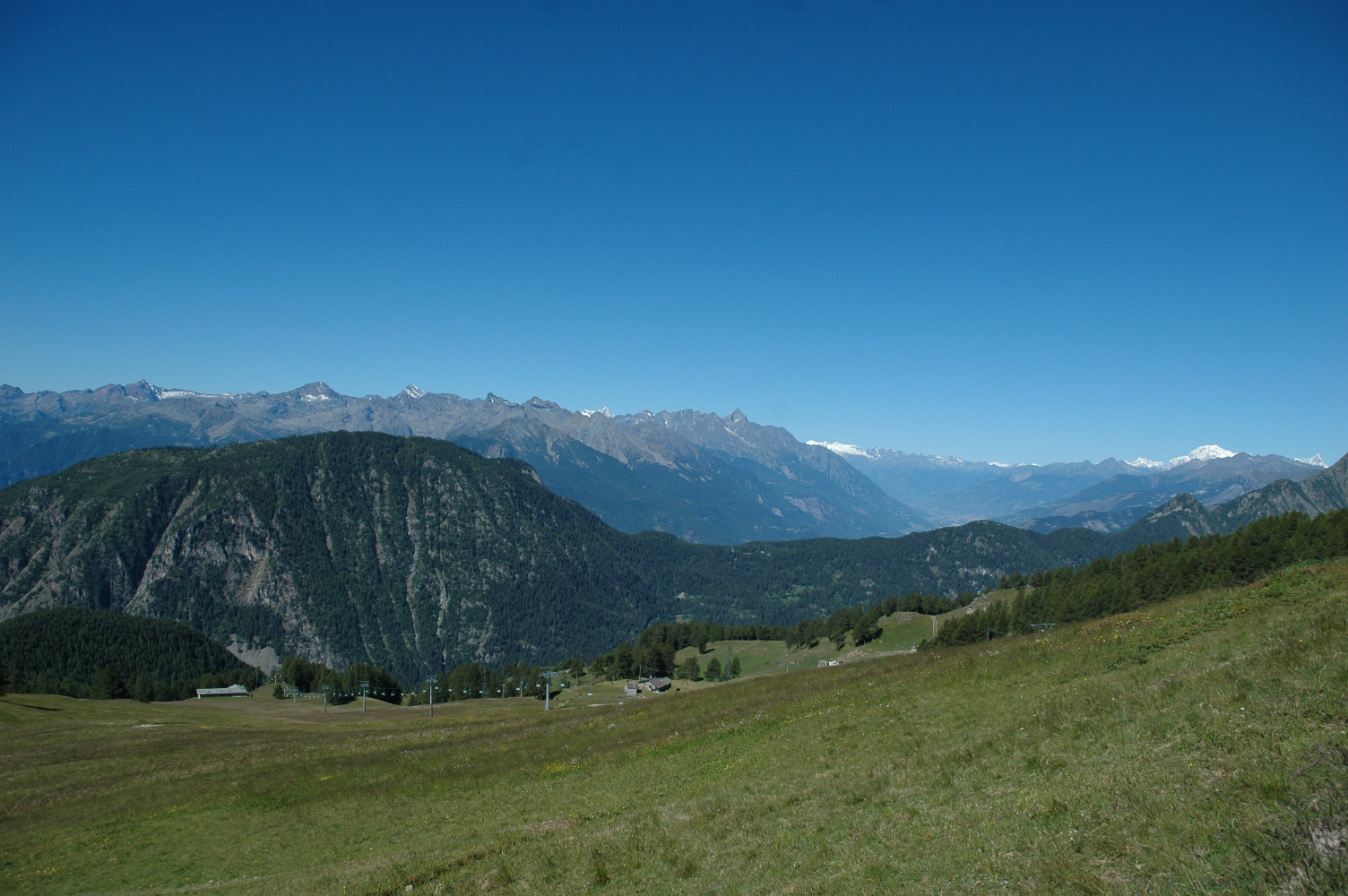
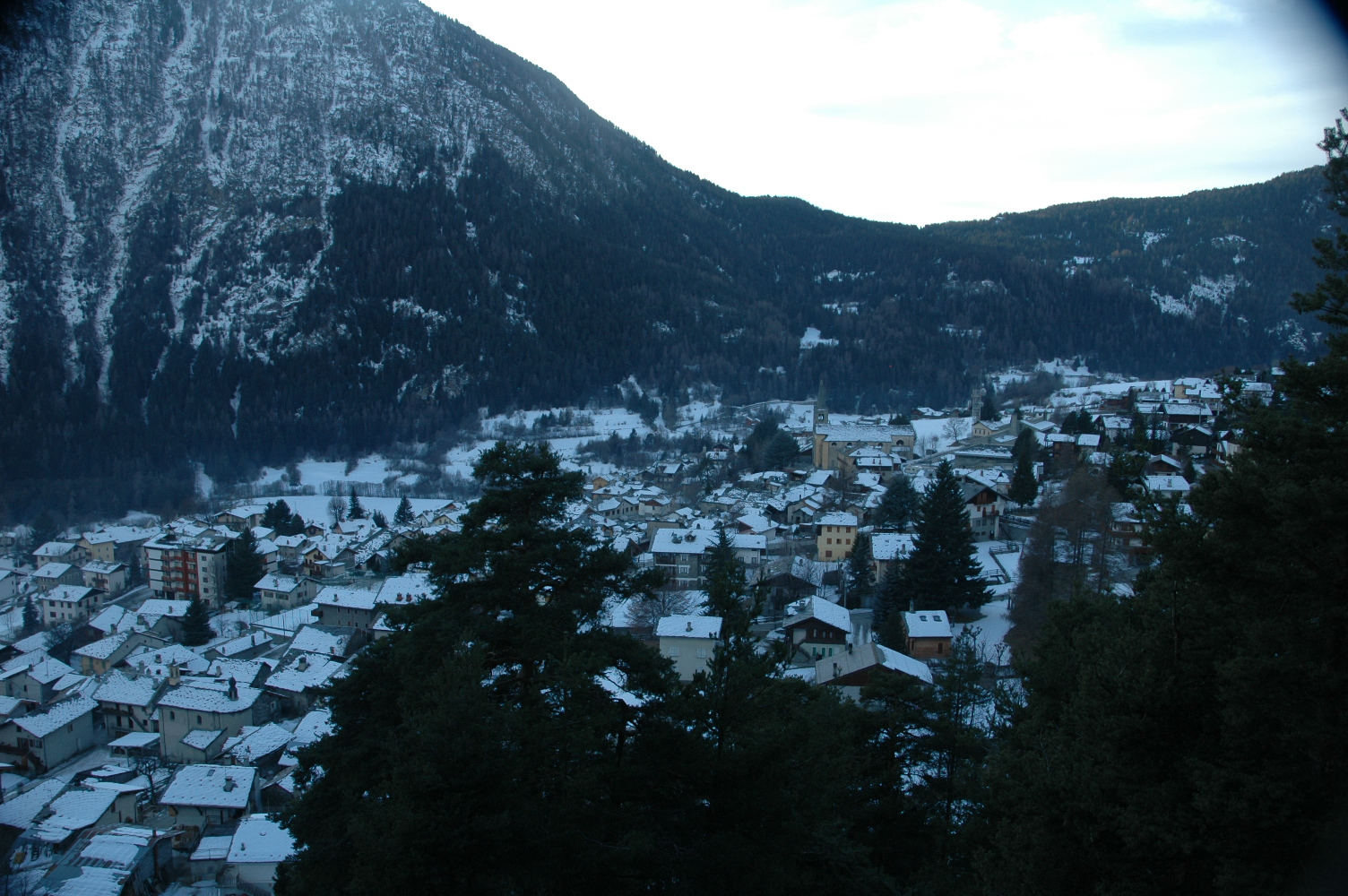
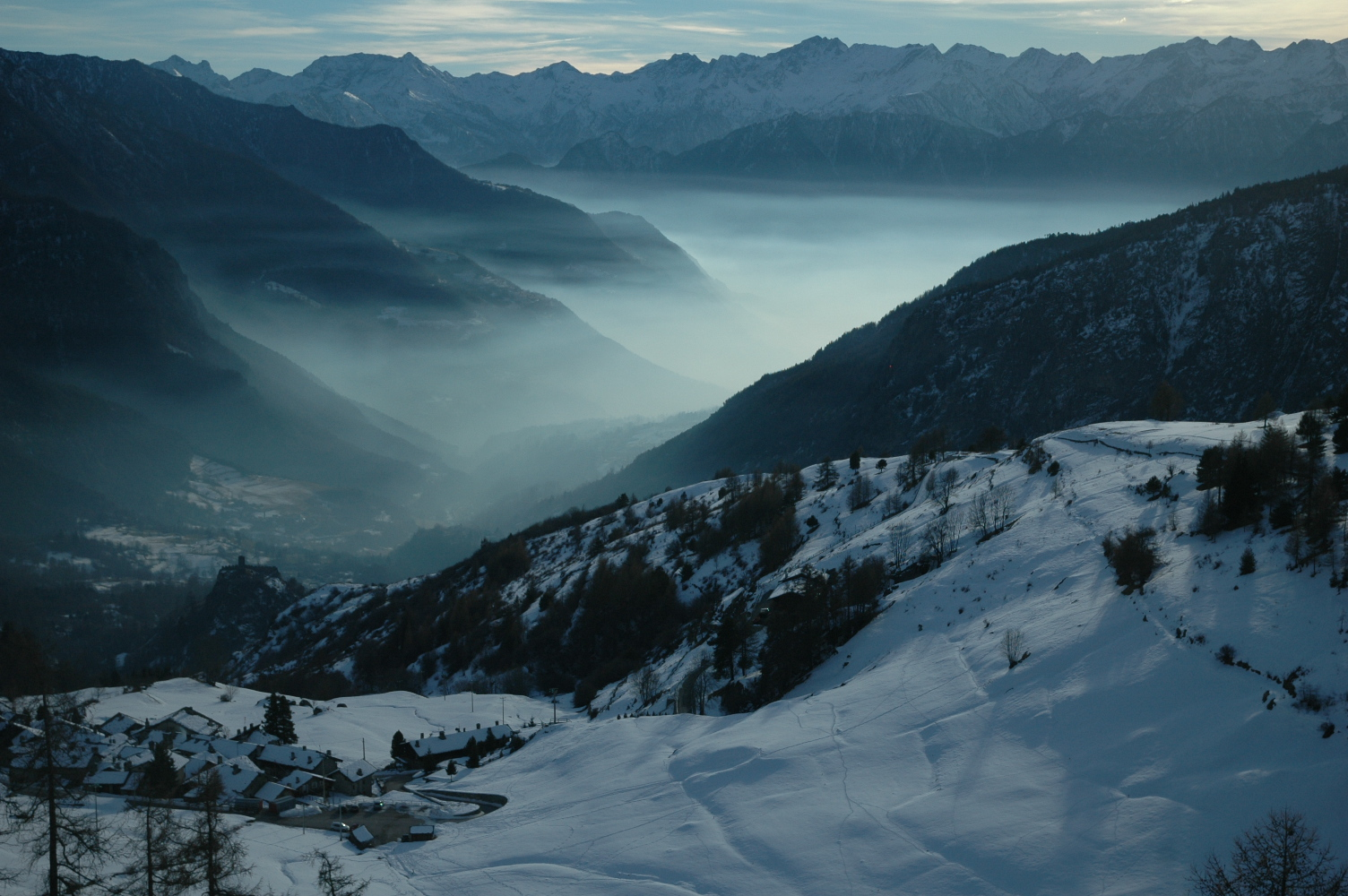
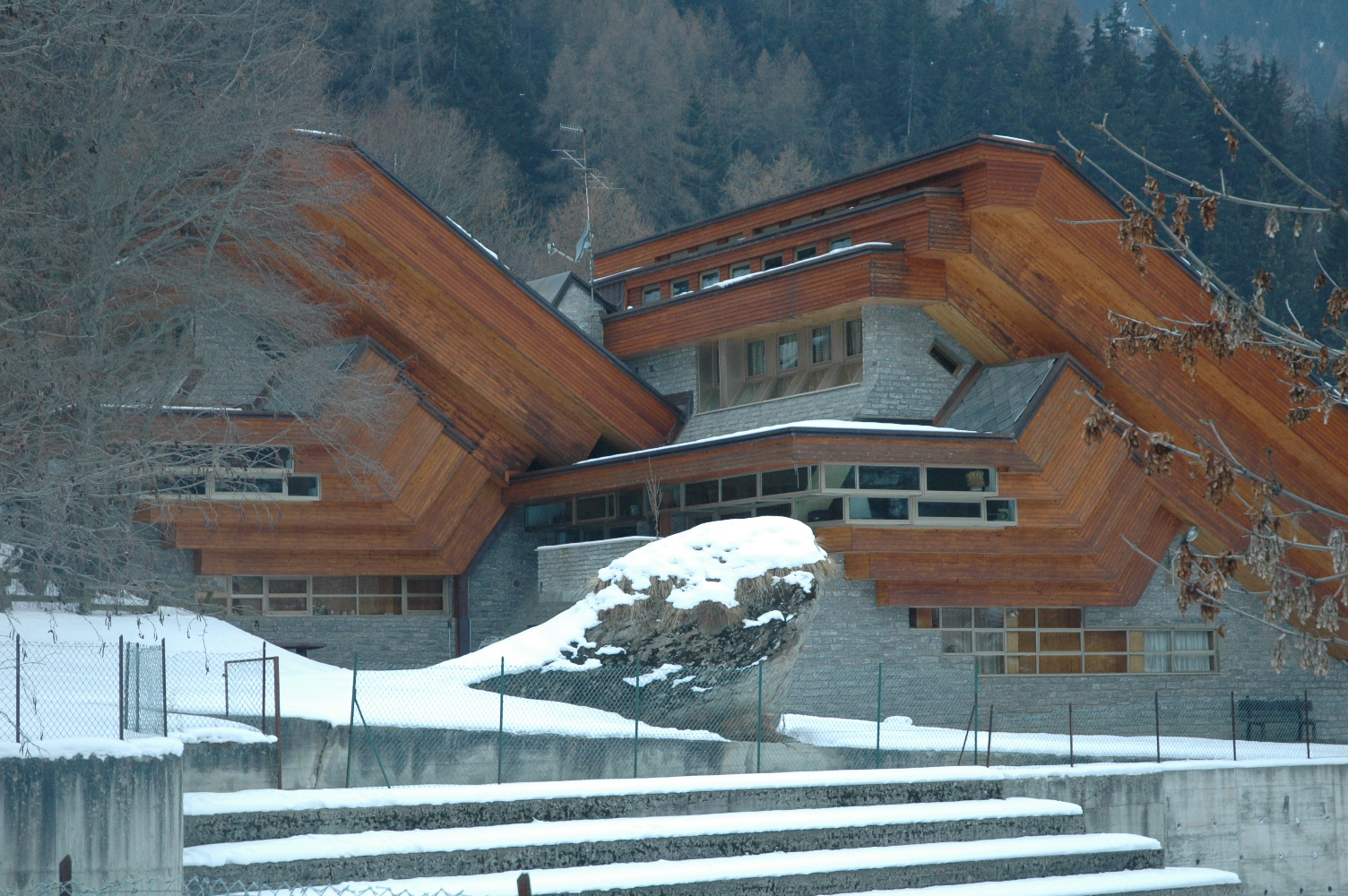
建築家Mario Galvagniによって作られたカサ・ベレッタ (Casa Beretta)